# Maigret et l'Homme du banc (téléfilm)
Pour plus de détails, voir Fiche technique et Distribution.
Maigret et l'Homme du banc est un téléfilm français réalisé par René Lucot, qui fait partie de la série Les Enquêtes du commissaire Maigret, d'après le roman éponyme de Georges Simenon, écrit en 1952. 
Ce téléfilm a été diffusé pour la première sur une chaine de l'ORTF le 17 octobre 1973.

## Synopsis
Le corps d'un homme, assassiné à coup de couteau, est retrouvé allongé sur le sol dans un passage près du boulevard Saint-Martin, à Paris. Maigret, qui est chargé de l'enquête, rend visite à son épouse dans leur pavillon de Juvisy-sur-Orge, laquelle ne comprend pas ce que son mari allait faire à cet endroit. Elle ne reconnait pas les vêtements qu'il portait, non plus. 
En fait, l'homme, dénommé Louis Thouret, ne semble jamais avoir avoué à sa femme comment il avait du changer de vie, à la suite de la perte de son emploi, ni comment il s'y est pris pour trouver de l'argent facilement alors qu'il est chômeur. Mais sa nouvelle vie l'a entrainé vers un danger qu'il n'a pas su percevoir,.

## Fiche technique
- Titre : Maigret et l'Homme du banc
- Réalisation : Claude Barma
- Adaptation : Claude Barma et Jacques Rémy
- Dialogues : Jacques Rémy et Claude Barma
- Musique : Raymond Bernard

## Distribution
- Jean Richard : Commissaire Maigret
- Antoinette Moya : Arlette
- Jean-François Devaux : Inspecteur Janvier
- Brigitte Jaques : Monique Thouret
- Billy Bourbon : Schrameck
- René Bériard : le buraliste